# Piedra del Peñol
A Piedra del Peñol vagy Peñón de Guatapé egy hatalmas monolit a kolumbiai Antioquia megye területén. Kedvelt turisztikai célpont.

## Leírás
A szikla Kolumbia középpontjától északnyugatra, a hegyek között található, rendkívül tagolt partvonalú Peñol–Guatapéi-víztározó déli része mellett emelkedik. A 70 millió évvel ezelőtt kialakult képződmény relatív magassága körülbelül 200 méter, a tetejére, ahol egy kilátótorony, valamint étel-, ital- és ajándékárusok bódéi találhatók, egy 740 fokos (más forrás szerint 649 fokos) lépcső vezet fel.
A spanyolok megérkezése előtt egyfajta indián szent hely volt, később pedig egy olyan legenda is hozzákapcsolódott, miszerint az ördög egyszer el akarta vinni a helyéről. A történet ennek tulajdonítja a nyugati lábánál található nagy repedést. 1954-ben Alfonso Montoya helyi plébános azzal a jelmondattal, hogy „a varangyok nem másznak fel a kövekre”, elindított egyfajta versenyt annak érdekében, hogy az első ember felmásszon a szikla tetejére. Ez végül 1954. július 16-án sikerült Luis Eduardo Villegasnak, Ramón Díaznak és Pedro Nel Ramíreznek.
Mivel két település, El Peñol és Guatapé is a közelben fekszik, ezért két néven is szokták emlegetni. A guatapéiek, hogy mindenki számára nyilvánvalóvá tegyék, hogy a szikla az övék, 1988-ban hatalmas betűkkel el is kezdték felfesteni az oldalára a község nevét, ám csak a G-ig és az U betű bal oldali, függőleges száráig jutottak. Azért kellett leállítani a munkákat, mert az El Peñol-iak felhívták a figyelmet egy 1973-as törvényre, amely szerint tilos a természeti turisztikai látványosságokat befesteni. A Luis Villegas és Antonio Quintero által mintegy 30 napon át készített betűk ma is láthatók a sziklán.

## Képek

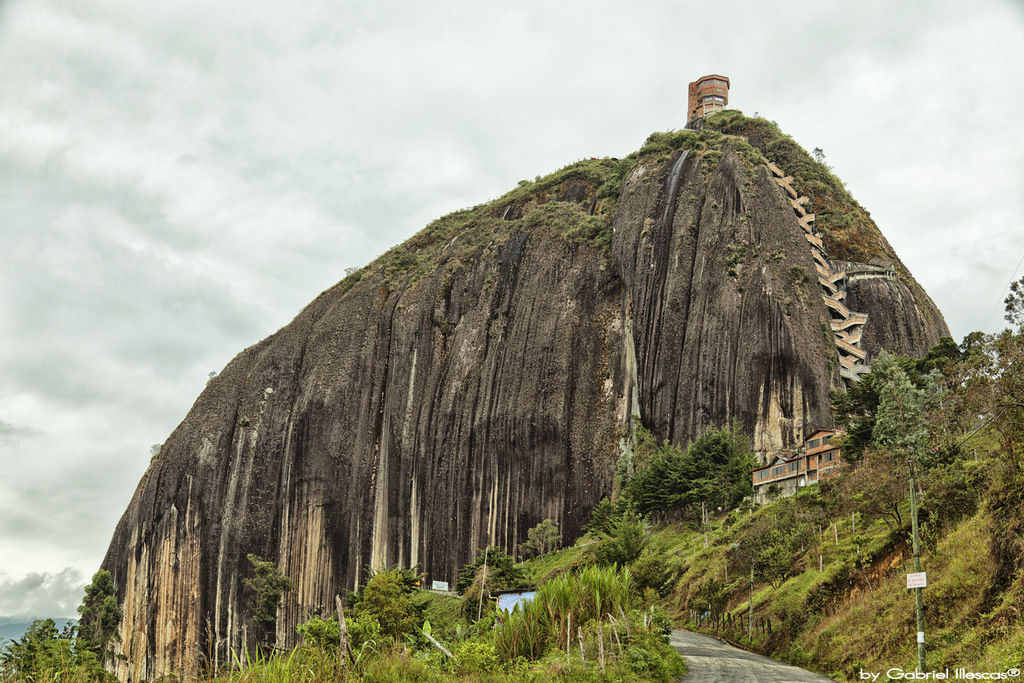
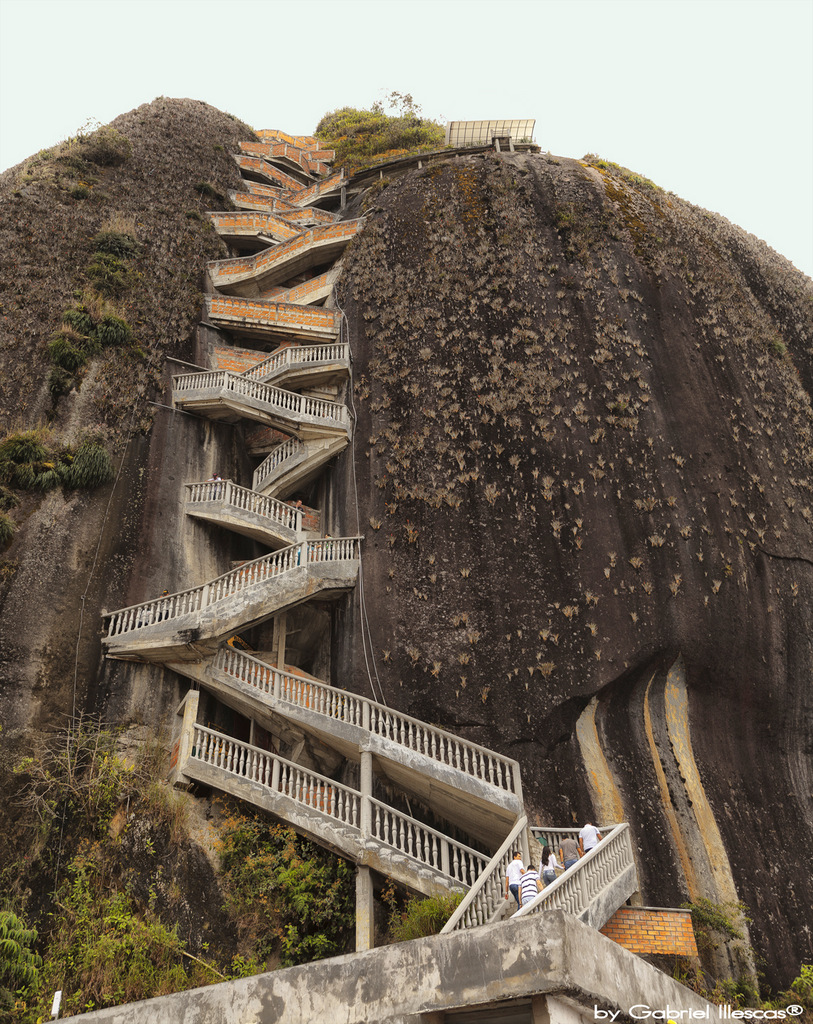
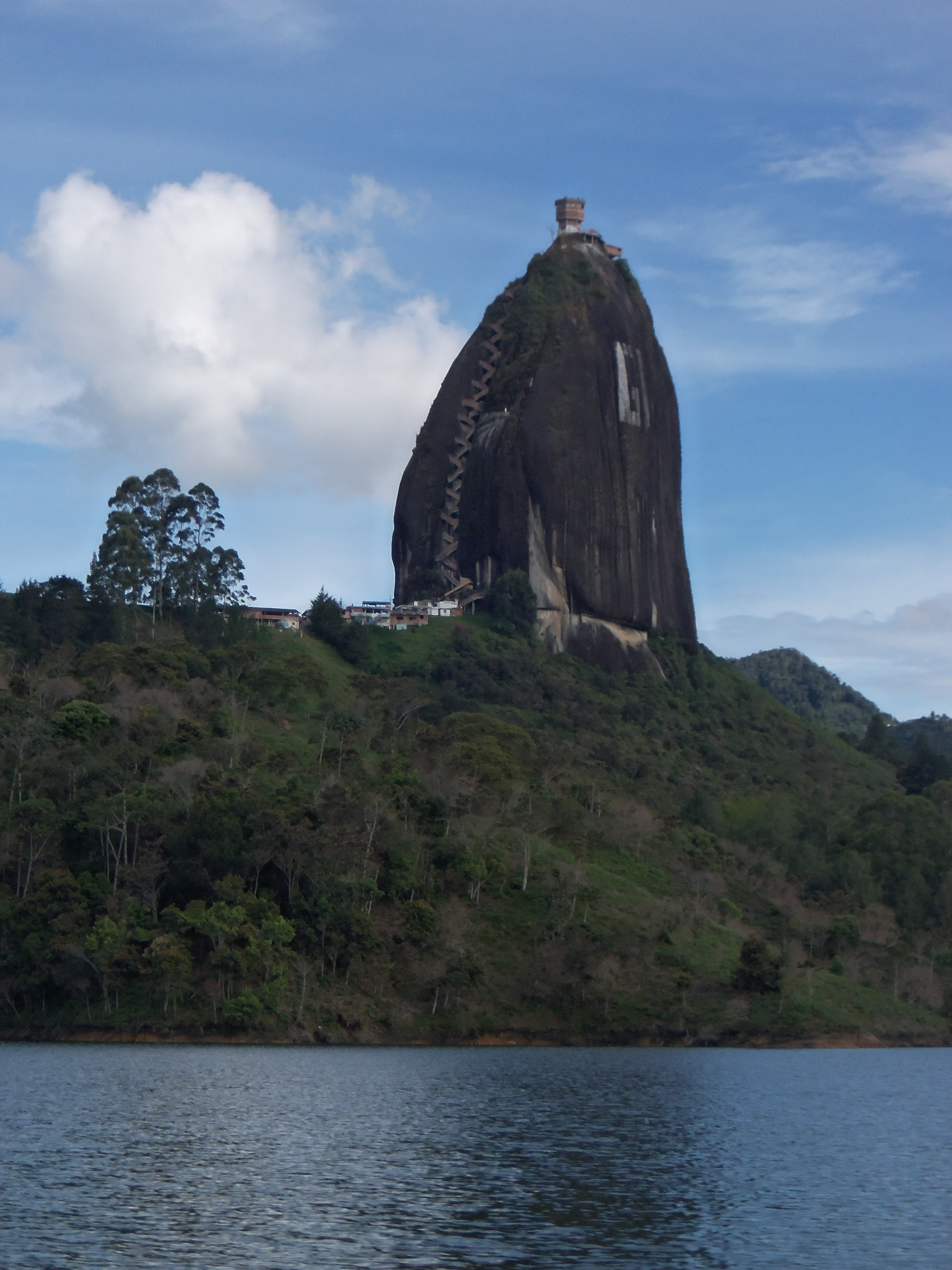
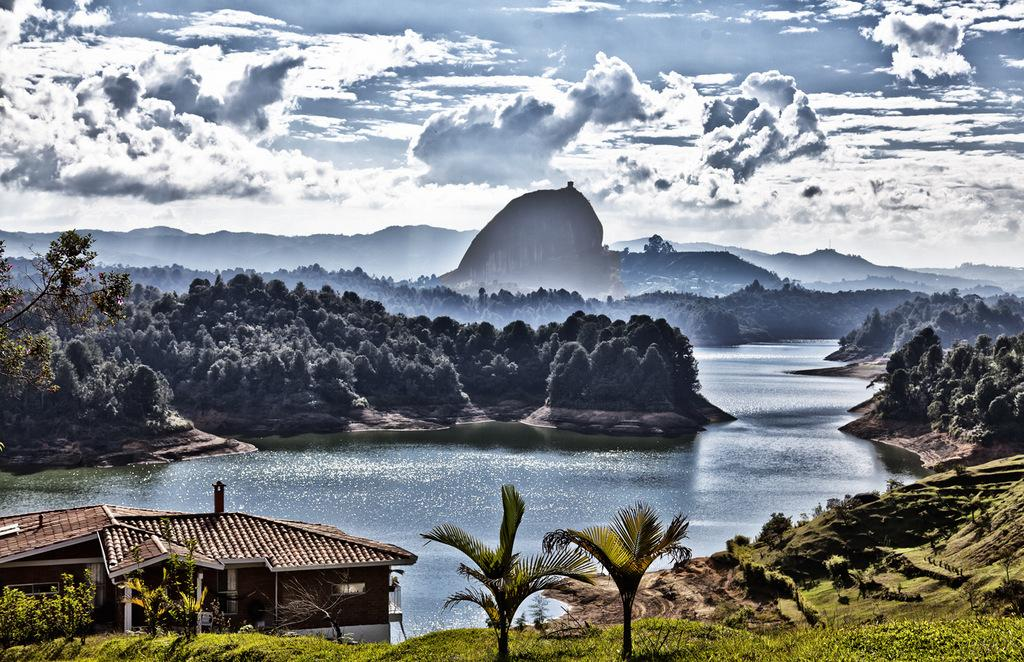
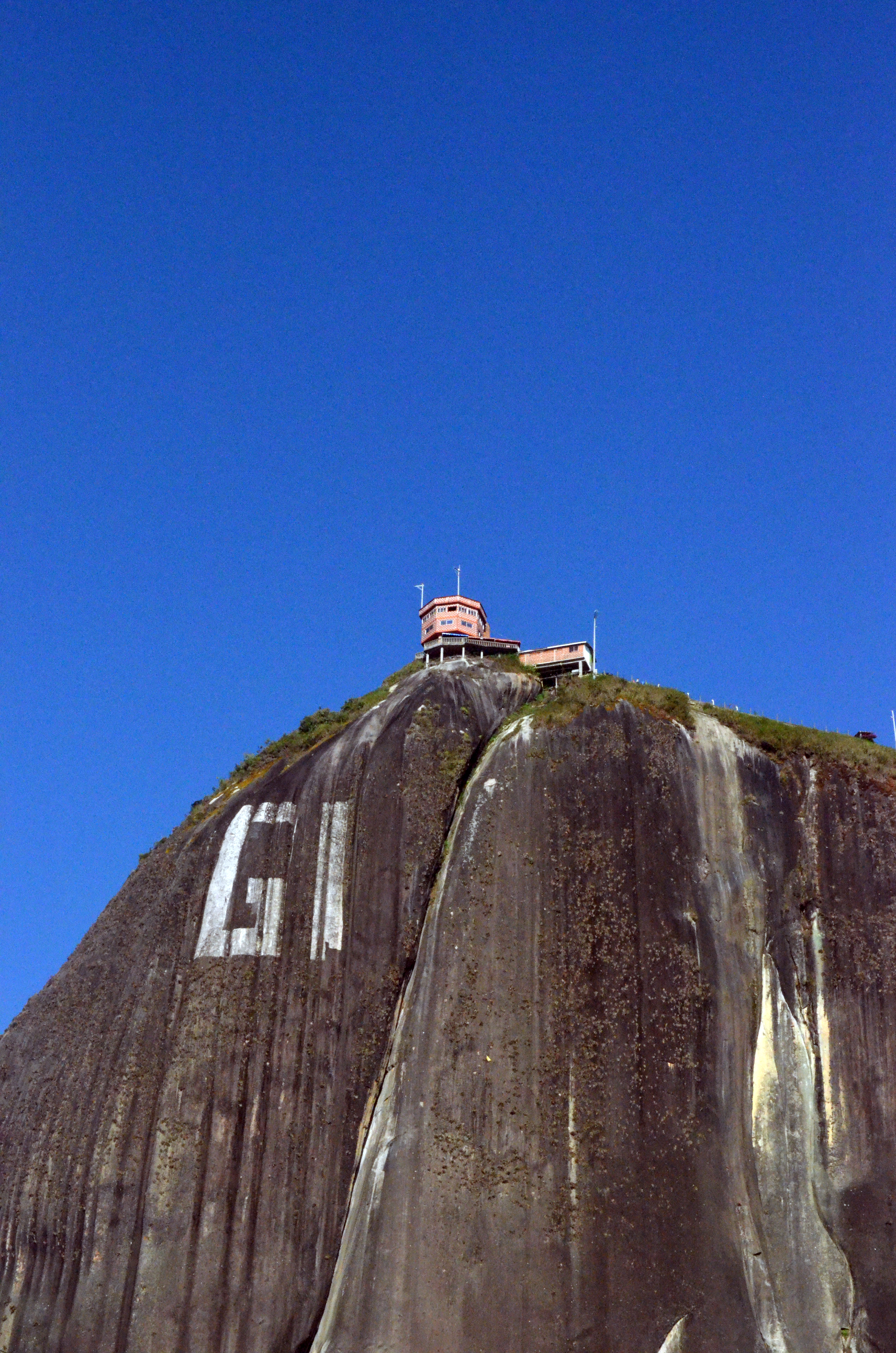